# Coupe de la Ligue française de football 1996-1997
Navigation
Coupe de la Ligue française 1995-1996 Coupe de la Ligue française 1997-1998
La Coupe de la ligue de football 1996 - 1997 est la troisième édition de la Coupe de la Ligue de football en France et voit le sacre du RC Strasbourg aux dépens des Girondins de Bordeaux. Le détenteur de la Coupe lors de l'édition précédente est le FC Metz.

## Déroulement de la compétition
Le club en premier est le club qui joue à domicile.

### Tour préliminaire
- 1er octobre : Stade Poitevin FC 0 - 1 USL Dunkerque
- 13 novembre : Nîmes Olympique 0 - 0 SCO Angers (4 - 3 aux tirs au but)

### Premier tour
Le premier tour a eu lieu les 20 et 23 novembre 1996.
20 novembre
- Nîmes Olympique 1 - 0 AS Beauvais

23 novembre
- CS Louhans-Cuiseaux 5 - 1 FC Gueugnon
- Amiens SC 0 - 0 AS Saint-Étienne (5 - 6 aux tirs au but)
- SAS Épinal 1 - 0 Perpignan FC
- Toulouse FC 3 - 1 a.p Saint-Brieuc
- ES Troyes AC 2 - 0 FC Sochaux
- Sporting Toulon Var 2 - 1 Stade lavallois
- LB Châteauroux 2 - 2 FC Mulhouse
- ASOA Valence 1 - 0 FCO Charleville
- Red Star 1 - 4 FC Lorient
- Le Mans UC 1- 1 FC Martigues (3 - 2 aux tirs au but)
- Chamois niortais FC 4 - 1 USL Dunkerque

### Seizièmes de finale
Les seizièmes de finale voient l'entrée dans la compétition des équipes de première division. Les matchs ont eu lieu les 10 et 11 décembre 1996.
10 décembre
- Olympique de Marseille 3 - 2 AJ Auxerre
- Olympique lyonnais 2 - 1 Paris SG

11 décembre
- AS Monaco 3 - 3 ES Troyes AC (4 - 2 aux tirs au but)
- Sporting Toulon Var 2 - 1 Lille OSC
- Girondins de Bordeaux 3 - 0 LB Châteauroux
- Nîmes Olympique 1 - 0 EA Guingamp
- Le Mans UC 2 - 0 SAS Épinal
- Toulouse FC 2 - 3 CS Louhans-Cuiseaux
- Montpellier HSC 2 - 2 SC Bastia (4 - 2 aux tirs au but)
- Stade rennais FC 1 - 0 Le Havre AC
- OGC Nice 2 - 2 SM Caen (4 - 5 aux tirs au but)
- AS Cannes 1 - 0 AS Nancy-Lorraine
- Chamois niortais FC 0 - 2 RC Lens
- FC Metz 2 - 0 FC Lorient
- FC Nantes 2 - 1 ASOA Valence
- RC Strasbourg 3 - 0 AS Saint-Étienne

### Huitièmes de finale
Les matchs ont été étalés sur plusieurs jours de mi-janvier
10 janvier
- Nîmes Olympique 0 - 1 Montpellier HSC

11 janvier
- Sporting Toulon Var 0 - 1 RC Lens
- RC Strasbourg 2 - 0 AS Cannes

12 janvier
- Girondins de Bordeaux 1 - 0 Olympique de Marseille
- SM Caen 1 - 0 FC Metz
- CS Louhans-Cuiseaux 0 -0 FC Nantes (4 - 2 aux tirs au but)
- Le Mans UC 1 - 3 AS Monaco

15 janvier
- Stade rennais FC 4 - 3 Olympique lyonnais

### Quarts de finale
Les matchs ont eu lieu les 28 et 29 janvier 1997.
28 janvier
- RC Strasbourg 5 - 1 CS Louhans-Cuiseaux
- Montpellier HSC 2 - 1 Stade rennais FC

29 janvier
- Girondins de Bordeaux 0 - 0 SM Caen (4 - 2 aux tirs au but)
- RC Lens 0 - 1 AS Monaco

### Demi-finales
Les matchs ont eu lieu le 18 février.
- Girondins de Bordeaux 2 - 2 Montpellier HSC (7 - 6 aux tirs au but)
- RC Strasbourg 2 - 1 AS Monaco

### Finale
La finale a eu lieu le 12 avril 1997 au Parc des Princes devant 39 878 spectateurs. Le match s'est achevé sur un score d'égalité et les deux formations ont dû se départager aux tirs au but.
| 12 avril 1997 | RC Strasbourg   | 0-0 a.p. | FC Girondins de Bordeaux | Parc des Princes, Paris                                     |
| |                 | |                          | Spectateurs : 39 878 spectateurs Arbitrage : Philippe Leduc |
| | Rapport         | |                          |                                                             |
| Gérald Baticle · Pascal Nouma · Jan Suchoparek · Valérien Ismaël · Karim M'Ghoghi · Philippe Raschke · Yannick Rott · Vincent Petit · Stéphane Collet | Tirs au but 6-5 | Didier Tholot · Paulo Sérgio Gralak · François Grenet · Michel Pavon · Patrick Colleter · Cyril Domoraud · Peter Luccin · Bernard Lambourde · Kaba Diawara · |                          |                                                             |
| Alexander Vencel - Philippe Raschke, Jean-Luc Dogon (( 70e) (Yannick Rott 110e ), Valérien Ismaël, Jan Suchoparek ( 33e)- Olivier Dacourt (Karim M'Ghoghi 107e ), Godwin Okpara, Stéphane Collet, Gérald Baticle (c) - Pascal Nouma, David Zitelli (Vincent Petit 95e ) · Entraîneur : Jacky Duguépéroux | Équipes         | Gilbert Bodart - Cyril Domoraud, Bernard Lambourde, Paulo Sérgio Gralak, Patrick Colleter (c) ( 1e) - Michel Pavon, Ibrahim Ba (François Grenet 105e ), Johan Micoud, Stéphane Ziani (Peter Luccin 75e ) - Jean-Pierre Papin (Kaba Diawara 76e ), Didier Tholot · Entraîneur : Rolland Courbis |                          |                                                             |

Le RC Strasbourg gagne donc la troisième édition de la Coupe de la Ligue. Le tournant de la séance de tirs au but a été le tir de Grenet tiré largement au-dessus des buts gardés par Alexander Vencel. Stéphane Collet inscrit le dernier tir au but et Strasbourg est vainqueur de la coupe de la ligue 1997.